# 藤原章人
藤原 章人（ふじわら あきひと）は、サウンド制作会社アットチュードの代表取締役を務めるサウンドクリエイター、マニピュレーターである。

## 人物
兵庫県西宮市の出身。アーティストとしての名義はZeeFや藤原章人(ZeeF)、AKIHITO FUJIWARAを用いる。
コンピュータゲームのBGM・効果音・サウンドプログラムを担当しながら、マニピュレーターとしてナナ、Kαin、FlutterEchoなどのバンドでも活動。
日本シンセサイザープロフェッショナルアーツの正会員である。
コナミ人材養成所での非常勤講師も務める。

## 経歴
- 2000年 - サウンドクリエイターとして活動開始[1]。
- 2004年 - ナナに加入する。2006年に活動休止[7]。
- 2007年 - Kαinのメンバーとして活動開始。サウンドクリエイター業務とのバランスが取れず、2010年に脱退[8]。
- 2014年 - 株式会社アットチュードを設立。
- 2015年 - SARSHI、KAZAMAと共にFluttarEchoを結成。アルバム『ROCK THIS CLUB』を11月11日にリリースする[9]。
- 2018年 - ナナのメンバーとして活動再開[10]。

## 活動

### ゲーム
- パナソニック システムソリューションズ ジャパンのゴルフやり隊や馬リオンなど、2003年以降のタイトルのBGM、SE、サウンドプログラム制作[1]。

- 『ハローキティといっしょ! ブロッククラッシュV!』[11]（映像）

- 『L.G.S 〜新説 封神演義〜』[12]

| タイトル                                                 | 開発                                       | 日付       | 担当内容                                          |
| -------------------------------------------------------- | ------------------------------------------ | ---------- | ------------------------------------------------- |
| 東方スカイアリーナ・幻想郷空戦姫-MATSURI-CLIMAX （動画） | 領域ZERO                                   | 2016年5月  | 効果音制作                                        |
| 牙狼＜GARO＞ -魔戒の迷宮- （動画）                       | 株式会社モバイルインターネットテクノロジー | 2016年5月  | 効果音制作、BGM制作                               |
| 恋愛幕末カレシ〜時の彼方で花咲く恋〜 （動画）            | フリュー株式会社                           | 2016年10月 | 効果音制作、BGM制作、オープニング映像制作、MA制作 |
| オトモンドロップ モンスターハンター ストーリーズ         | 株式会社カプコン・モバイル                 | 2016年11月 | 効果音制作、一部BGM制作                           |
| PS Plus限定：体感合体『アクエリオン・EVOL』              | 株式会社サテライト                         | 2017年3月  | VR音響制作                                        |
| VR SUSHI BAR （動画）                                    | 株式会社mikai                              | 2017年6月  | 効果音制作、BGM制作                               |
| スヌーピー パズルジャーニー （動画）                     | 株式会社カプコン                           | 2020年3月  | BGM制作、効果音制作                               |

### 音楽
| バンド名     | タイトル                       | 発売日         | レーベル                         | メーカー                          | ASIN            |
| ------------ | ------------------------------ | -------------- | -------------------------------- | --------------------------------- | --------------- |
| ナナ         | 赤卵                           | 2004年4月19日  |                                  |                                   | ASIN B0009DATL8 |
| ナナ         | 少年・想・Dear                 | 2005年11月16日 | くろぶちレコード                 | ダイキサウンド株式会社            | ASIN B000EBDH5A |
| ナナ         | CALL US（動画）                | 2018年6月20日  | 株式会社アットチュード           | ダイキサウンド株式会社            | ASIN B07C15BPTX |
| Kαin         | paradiselost                   | 2007年11月21日 | Tokyo Monochrome Factory Records | SPACE SHOWER MUSIC                | ASIN B000X1FC40 |
| Kαin         | Hane/Again e.                  | 2008年4月30日  |                                  |                                   | ASIN B000X1FC40 |
| Kαin         | if/seach for・・・e.p.（動画） | 2009年4月8日   | Kranze                           | Kranze                            | ASIN B0014LE1V8 |
| Flutter Echo | ROCK THIS CLUB（動画）         | 2015年11月11日 | 株式会社アットチュード           | ユニバーサル ミュージック合同会社 | ASIN B015WUVT8O |

### テレビ出演
- 2016年1月23日 - 開運音楽堂（TBSテレビ）[17]

- 2018年10月13日 - 音エモン（関西テレビ放送）[18]